# Vöhlin

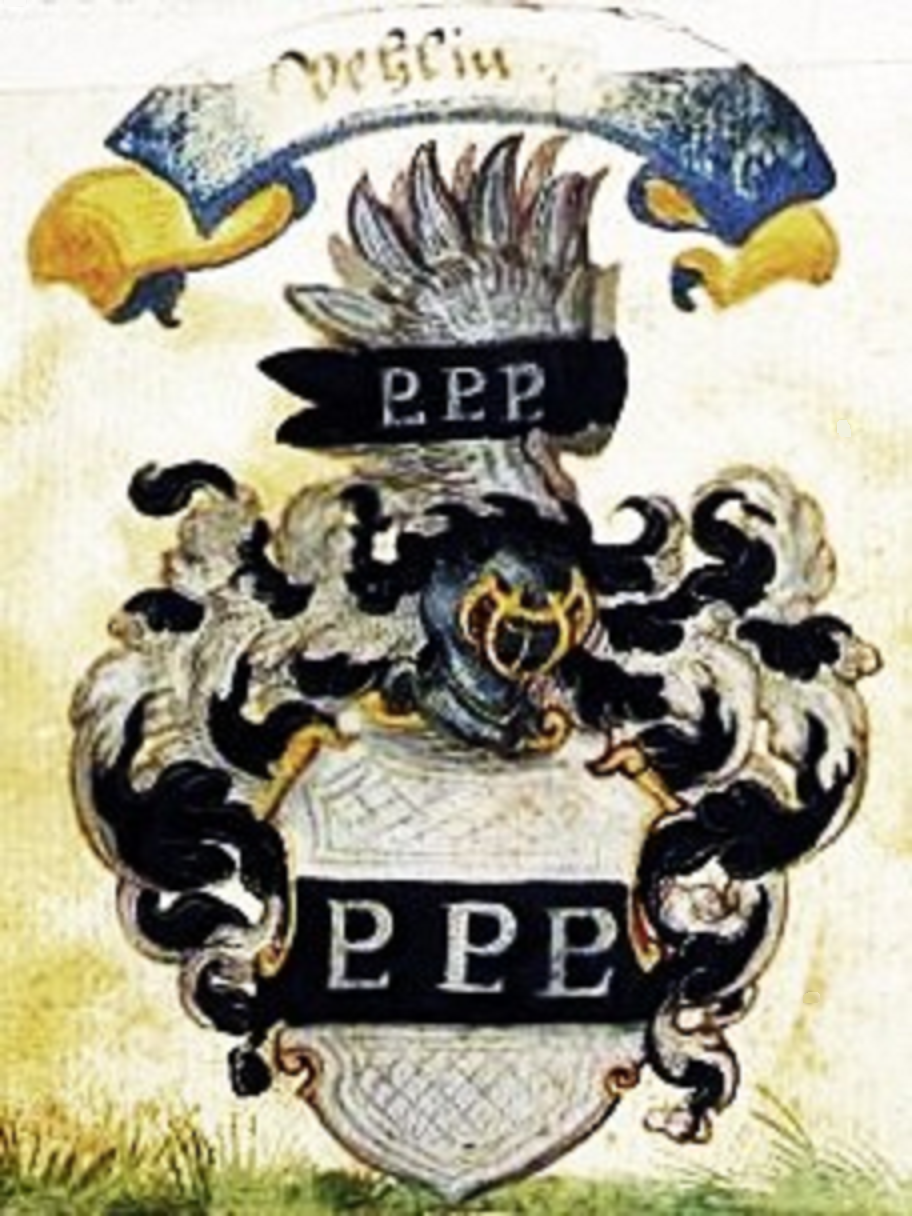
Wappen der Vöhlin – Grafik in einer Welser-Chronik um 1570

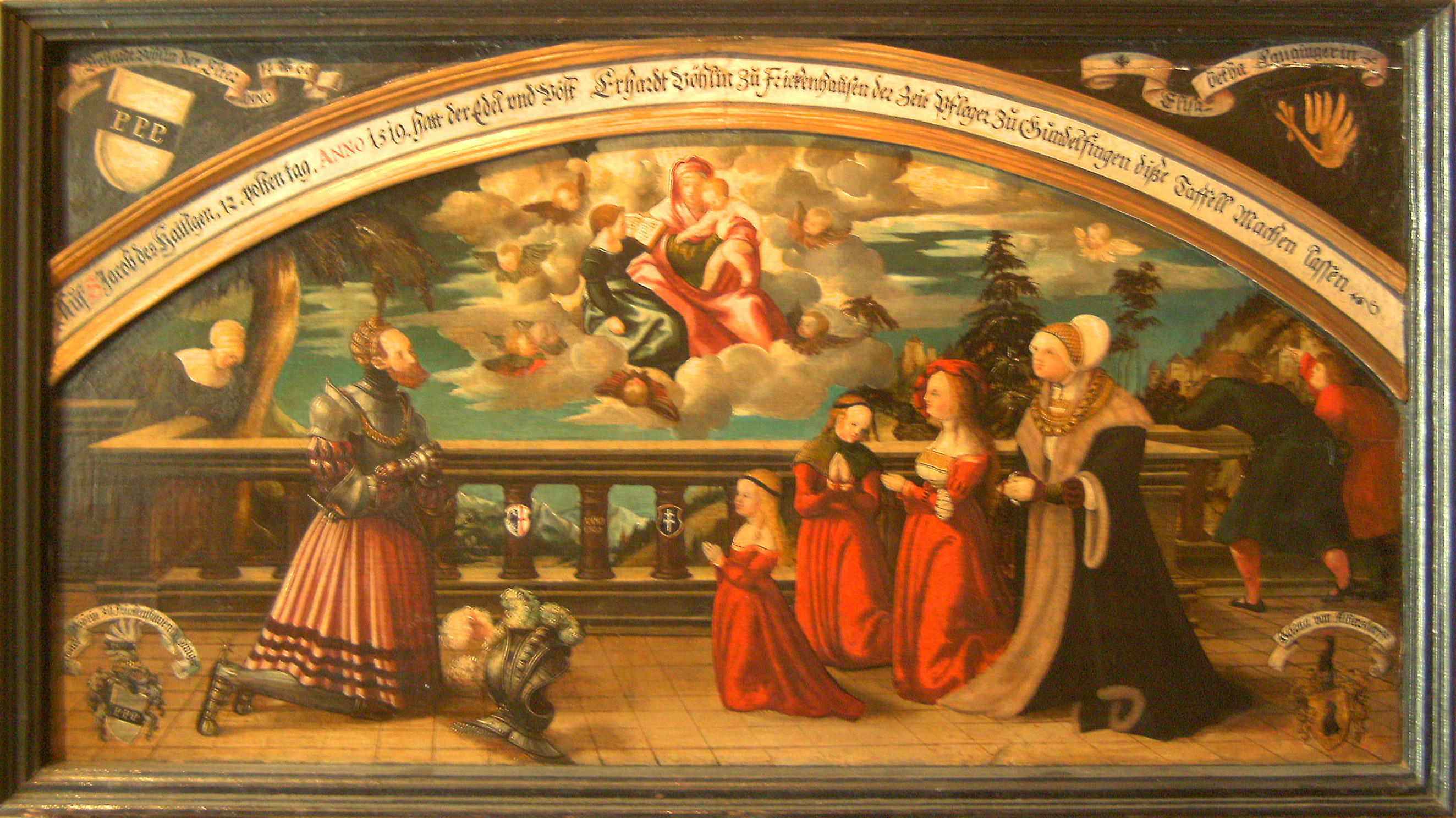
Vöhlin'sches Stifterbild

Die Vöhlin (historisch bisweilen: Fehlin) waren die erfolgreichste Handels- und Patrizierfamilie der ehemals freien Reichsstadt Memmingen. Bereits unter Hans Vöhlin d. J. (1423–1496) war das Haus eine der größten süddeutschen Gesellschaften im Warenhandel, aber auch im Finanz- und Montanbereich. Ab Mitte der 1490er Jahre fusionierten die Vöhlin schrittweise mit den Welsern, die Welser-Vöhlin-Handelsgesellschaft entstand. Als diese Gesellschaft 1614 scheiterte und die Augsburger Welser dadurch in die Zahlungsunfähigkeit gerieten, hatten sich die Vöhlin bereits aus der Firma zurückgezogen und waren nach Memmingen zurückgekehrt.

## Wappen der Familie

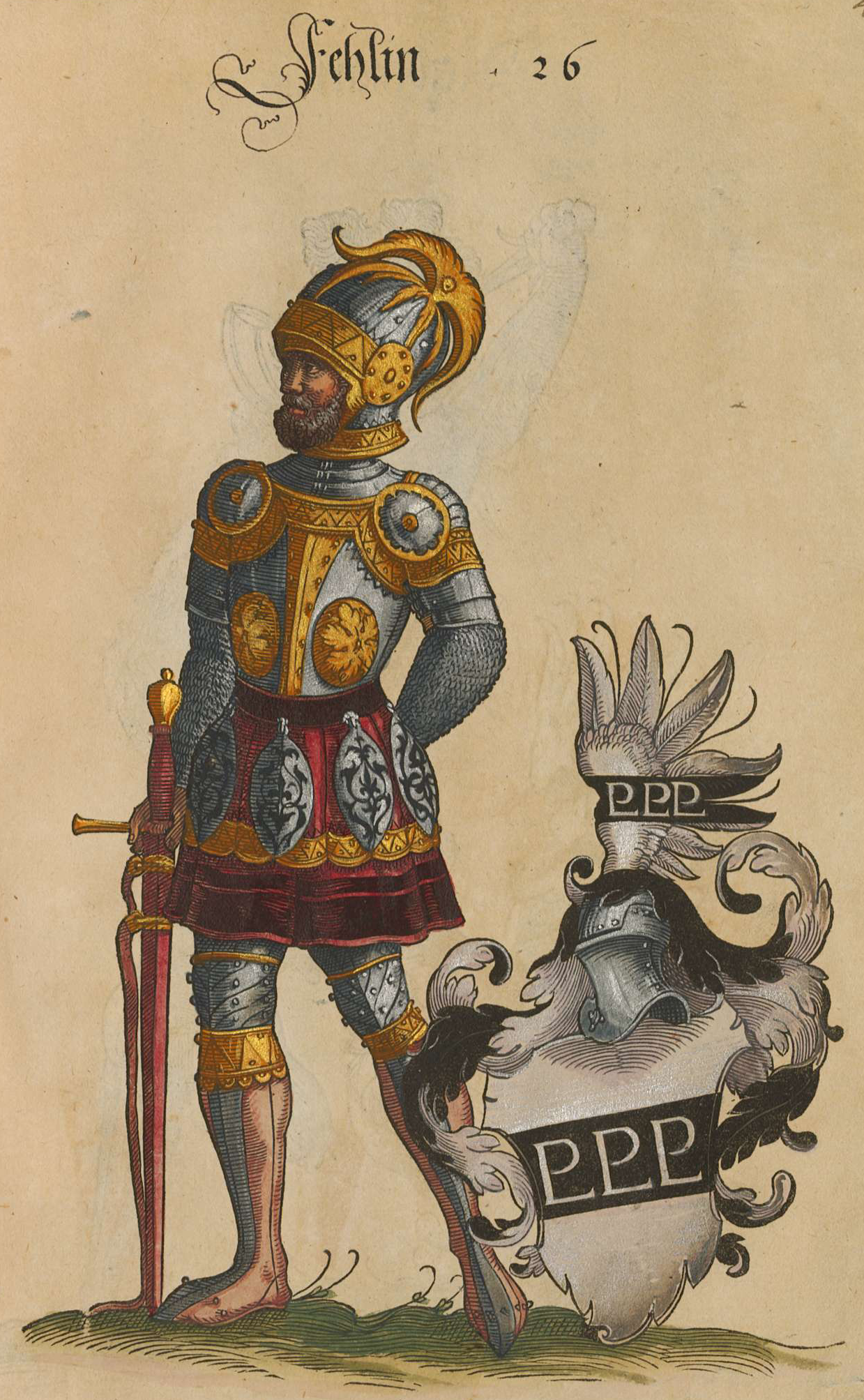
Wappen der Vöhlin aus einem Augsburger Geschlechterbuch von Paul Hector Mair

Für das Wappen der Familie gibt es zwei sehr unterschiedliche Deutungen:
- Die drei Zeichen, werden als Buchstabe „P“ gelesen und sind abgekürzte lateinische Sätze:

„Piper Peperit Pecuniam,

Pecunia Peperit Pompam,

Pompa Peperit Pauperiem,

Pauperies Peperit Pietatem.”

Pugnantes pro Pontifice
Was frei übersetzt etwa bedeutet:
„Der Pfeffer hat das Gold gebracht,

Das hat uns pomphaft reich gemacht,

Das wiederum macht bald uns arm:

Ein Grund zum Frommsein! Gott, erbarm’

Dich unser, die des Kaufmanns Namen

In Ehren tragen wollen. Amen.“

Kämpfer für den Papst
- Der Memminger Heimatpfleger Walter Braun bezweifelt, dass es sich ursprünglich um Buchstaben handelte. Er leitet den Namen Vöhlin von „Veh“ oder „Feh“ her – einem silbergrauen Eichhörnchen, das kostbare Pelzwaren liefert(e). Die beliebten Felle von kleinen Pelztieren, als kostbarer Wappenschmuck aneinandergenäht, ergaben unter dem Sammelbegriff Feh eisenhutartige Formen (siehe Helm im Bild Hans Vöhlin d. Ä.). Als sich die reich gewordene Familie ein „sprechendes Wappen“ verdient oder erkauft hatte, wurde der Name darin dargestellt, zwar nicht als Tier, aber als Pelzband, das vom Feh erzählt.[2] Noch heute führen die schwäbischen Orte Illertissen, Kammeltal, Frickenhausen (Lauben) und Ungerhausen diese Zeichen/Buchstaben in ihren Wappen.

## Wichtige Familienmitglieder

### Memminger (Ungerhauser) Linie

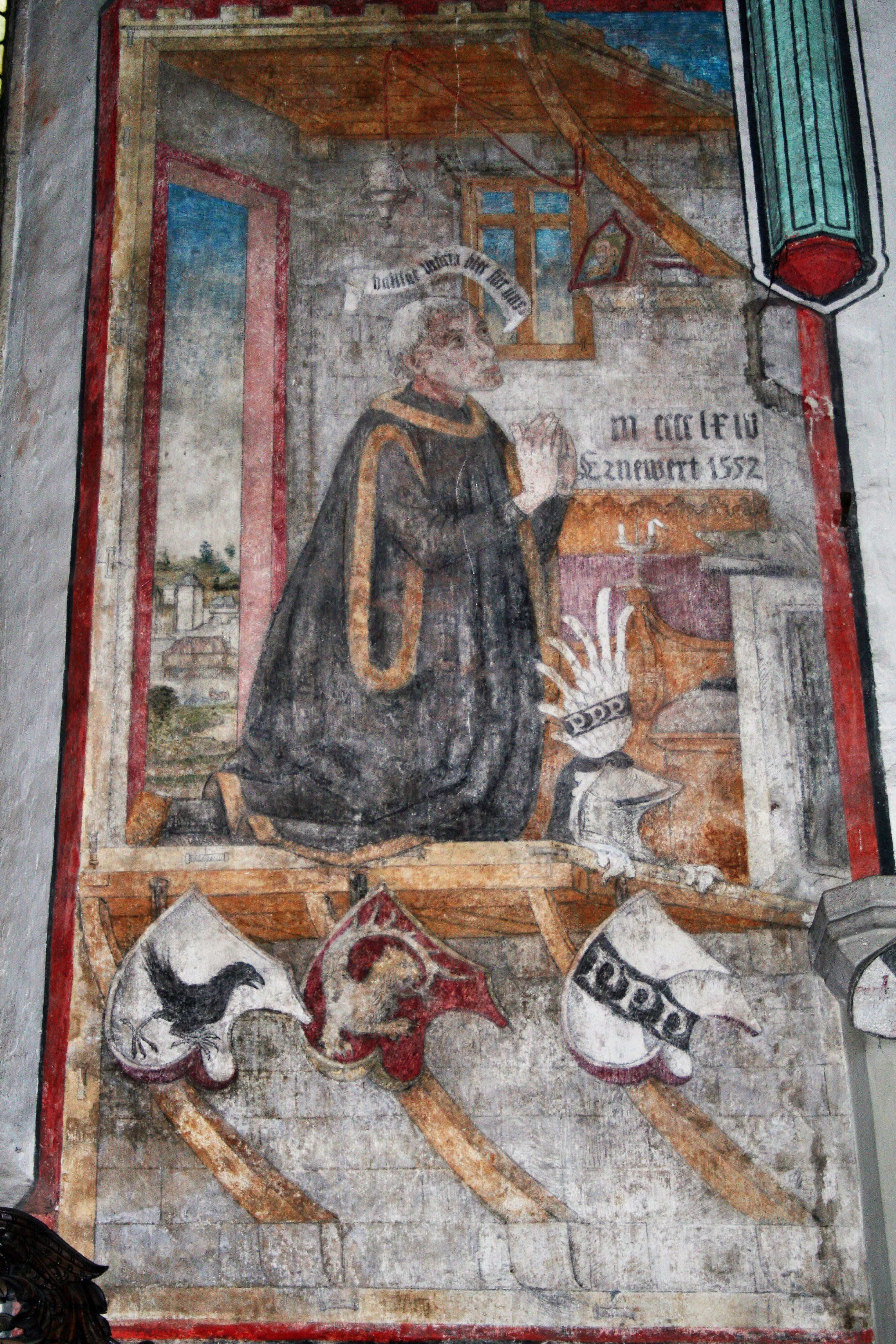
Hans Vöhlin d. Ä. Stifterbild Frauenkirche Memmingen

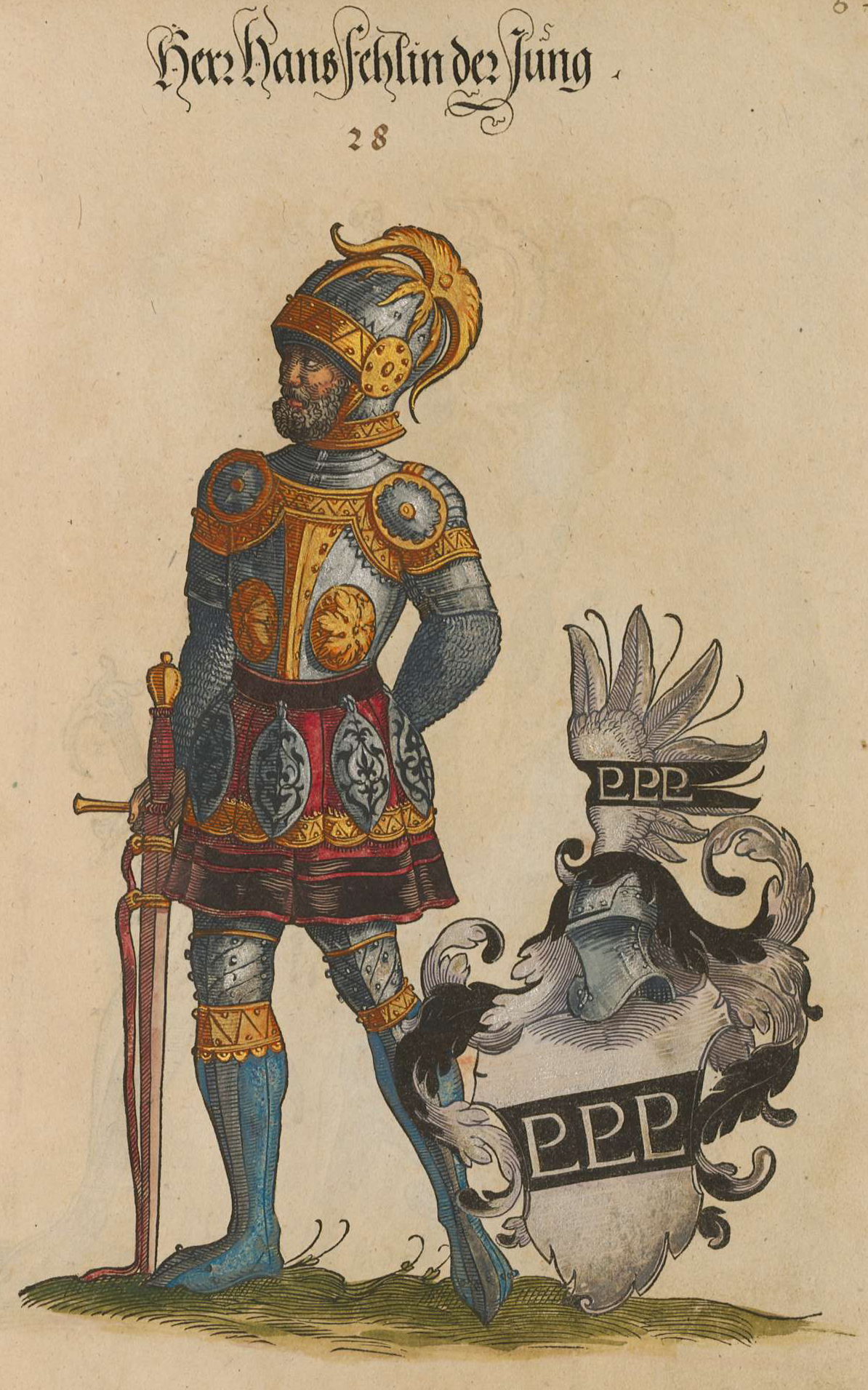
Hans Vöhlin der Jüngere, der Augsburger

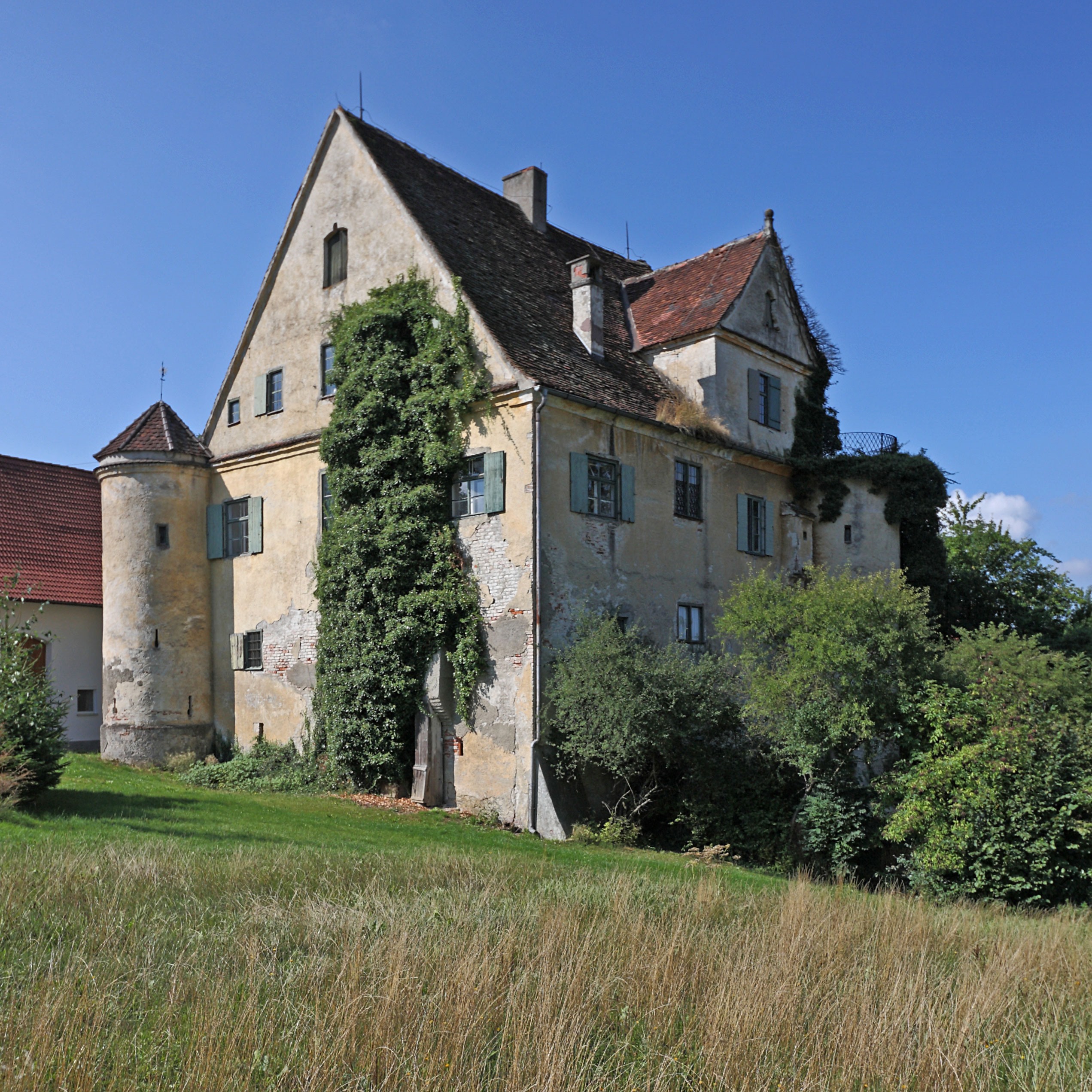
Schloss Frickenhausen

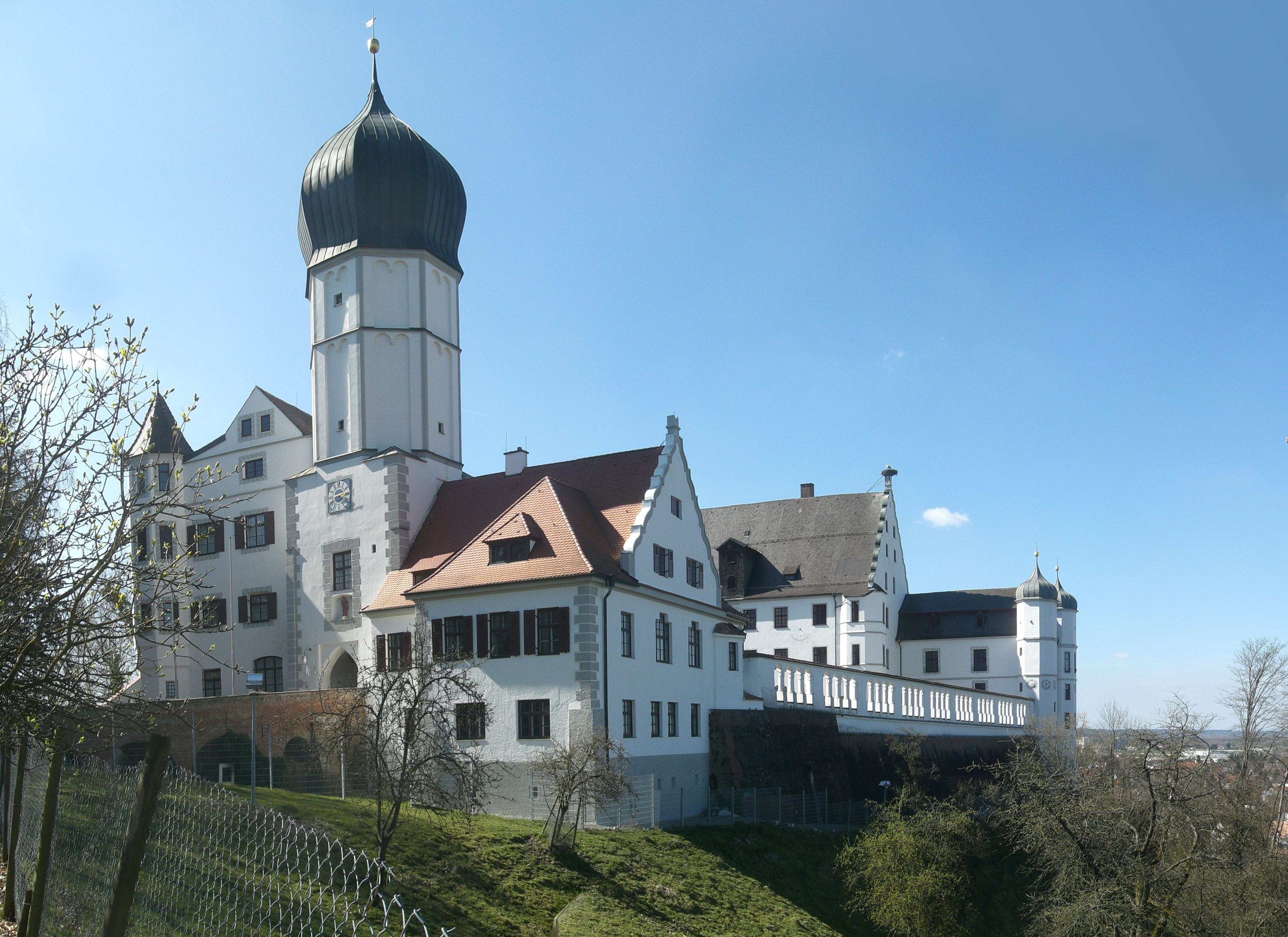
Vöhlinschloss in Illertissen

Die Liste enthält nur die wichtigsten/geschäftsführenden männlichen Familienmitglieder und soll keinen Stammbaum darstellen.
- Konrad Vöhlin (* um 1284; † nach 1353 in Memmingen)

Name auch Conrat
Spricht 1340 Recht zu Memmingen, besitzt 1353 ein Haus am Wegbach
- Hans Vöhlin (* um 1311 in Memmingen; † nach 1379 in Engelhartz)

Er erwarb 1379 Grundbesitz in Engelhartz bei Memmingen
- Konrad Vöhlin (* um 1337 in Memmingen; † nach 1406)

Er heiratete Elisabeth HEILIGGRAB, um 1365 in Augsburg
Name auch: „Chuontz der Alte Velen“
Er ließ sich 1370 in Memmingen nieder
Elisabeth Heiliggrab (*um 1342 in Augsburg)
- Erhard Vöhlin (* um 1365 in Memmingen; † vor 1455)

Er heiratete Margaretha Stoss
Name auch: „Velen“

1440 Kirchenpfleger zu Memmingen Herr auf Engelhartz und Stein
Margaretha Stoss (* um 1368 in Ravensburg; † nach 1425 in Memmingen)
- Hans Vöhlin d. Ä. (* um 1392 in Memmingen; † 14. April 1463 in Memmingen)

Er heiratete Ursula Imhof ungefähr 1421
:Name auch: „Hans Velin“
Hauptmann der Städte beim Zug in den Hegau, 1437 Spitalpfleger, 1442 bis 1457 Bürgermeister 1449/50, wohnte um 1450 am Kräutelmarkt, verkaufte 1455 sein Gut Engelhartz bei Memmingen, Mitbesitzer von Burgstall, gen. „der Stein an der Günz“ (1448 verkauft), Begründer der Linie Ungerhausen
Ursula Imhof (* um 1403 in Nürnberg; 1450 in Memmingen)
- Hans Vöhlin d. J. (* 1423; † 1496)

Verheiratet mit Elisabeth Schad aus Biberach
seit 1470 hohe städtische Ämter, mehrfach Bürgermeister
- Konrad Vöhlin (* um 1455; † 1511)

Verheiratet mit Barbara Welser
übernahm 1497 die städtischen Ämter seines Vaters, war von 1502 bis 1511 fünfmal Bürgermeister
Barbara Welser (* 1460; † 1504)
seine Schwester Katharina Vöhlin (1460–1514) heiratet Anton Welser
- Hans Vöhlin (* 1488; † 1556)

war dreimal verheiratet: mit Margarethe Möslin, Afra Hörwarth, Elisabeth Steinbrecher

war 1517 und 1519 Ratsherr der Stadt, gab 1526/1527 das Memminger Bürgerrecht wohl reformationsbedingt auf und zog nach Augsburg
- Hans Vöhlin (* 1526; † 1562)

Verheiratet mit Anna Lauinger aus Augsburg (1543), erwarb dadurch das Augsburger Bürgerrecht

### Illertissener (Frickenhauser) Linie
- Erhard Vöhlin d. Ä. († 1484)

hat 1460 das Dorf Frickenhausen erworben; im 16. Jahrhundert wurde dort das Schloss Frickenhausen errichtet.
- Leonhard Vöhlin († 1495)
- Erhard Vöhlin II. d. J. (* 1487; † 1557)

heiratet 1510 Helene von Albersdorf
kauft 1520 die reichsunmittelbare Herrschaft Illertissen für 30.000 fl von Schweickhart von Gundelfingen, gibt das Memminger Bürgerrecht auf
- Christoph Adam Vöhlin von Frickenhausen (1668–1730)

kaiserlicher Kammerherr, kurpfälzischer Geheimrat und Oberstallmeister
- Johann Philipp Georg Dominikus Vöhlin von Frickenhausen (1705–1736)

kurpfälzischer Kammerherr und Hauptmann der kurfürstlichen Leibgarde in Mannheim

## Geschichte

### Zeit der Vöhlin-Gesellschaft
Die Familie kam wohl ursprünglich aus St. Gallen. Die erste sichere Erwähnung der Vöhlin in Memmingen stammt aus dem Jahre 1340: Konrad ist Richter im Schiedsgericht zwischen Heinrich von Isenburg und dem Spitalmeister Conrat wegen einiger Güter zu Holzgünz – 1343 und 1353 wird sein Haus mit Garten am Weppach zu Memmingen erwähnt. Über die Betätigung liegen bis zur Mitte des 15. Jahrhunderts keine eindeutigen Angaben vor. Diese dürfte jedoch bereits im Handel gewesen sein.

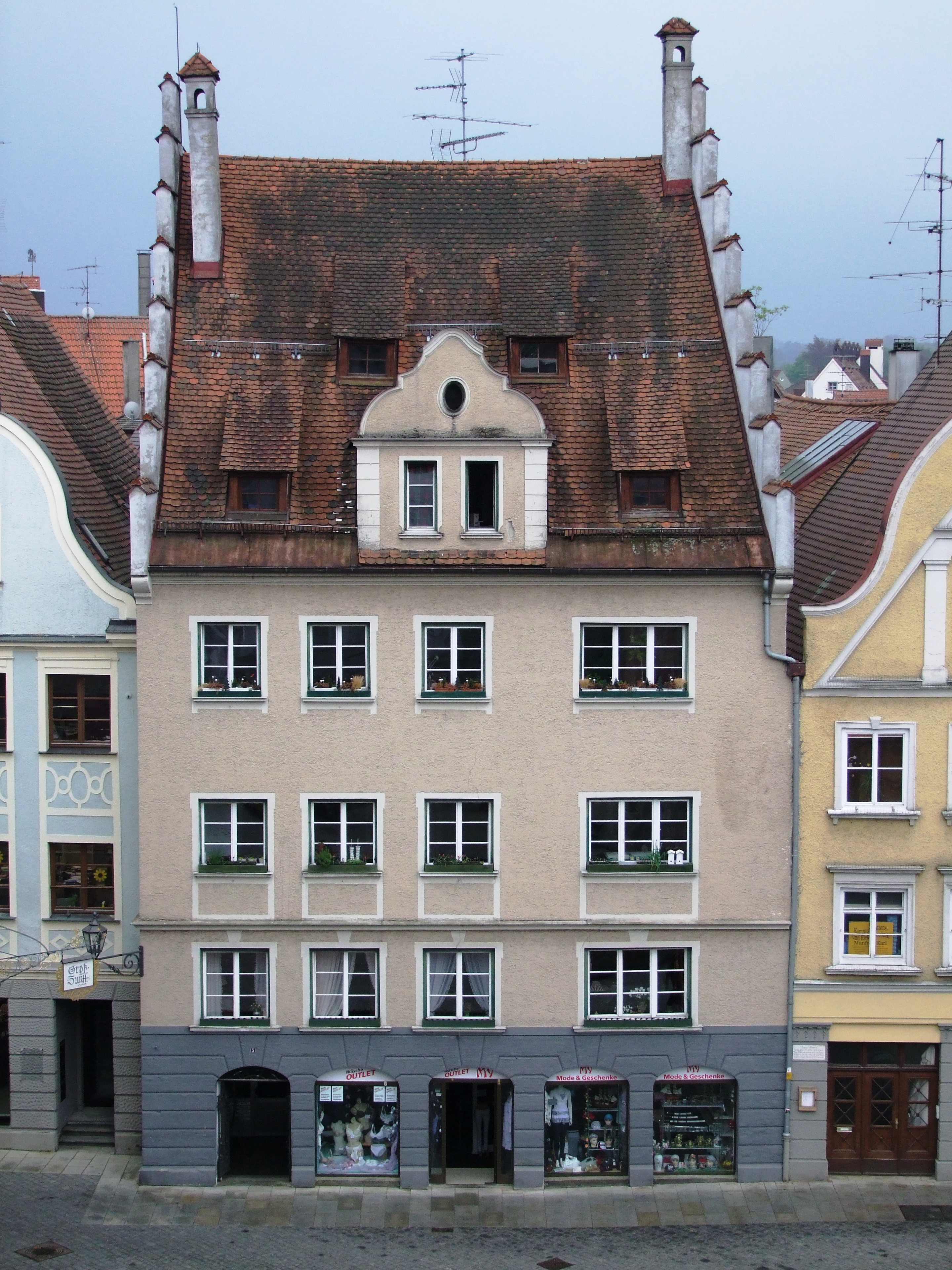
Ehem. Haus der Familie in Memmingen – wohl auch Gesellschaftssitz

Im Geschäft mit Salz, Wein, Eisen, Sensen, Barchent unterhielten verschiedene Memminger Fernhändler bereits in der ersten Hälfte des 15. Jahrhunderts intensive Verbindungen nach Wien und in die Steiermark, in die Eidgenossenschaft und nach Venedig. In diesem Umfeld wurde die Familie Vöhlin zur erfolgreichsten Großhandels- und Patrizierfamilie. Mit dem Warengroßhandel war in dieser Zeit schon das Geldgeschäft verknüpft. Neben der Kreditierung musste das Augenmerk auf den Geldtransport gerichtet werden, womit wiederum das Wechselgeschäft verbunden war. Bald sollte die Gesellschaft im internationalen Zahlungsverkehr eine wichtige Stellung einnehmen. Bereits Mitte des 15. Jahrhunderts begannen die Vöhlins, die Gewinne aus dem Handel auch in Landbesitz und Herrschaftsrechte zu investieren. Früh hat sich die Familie in zwei Äste verzweigt, die später nach ihren Landsitzen Frickenhauser und Ungerhauser Linien genannt wurden. Leider sind die genauen Zusammensetzungen der Linien bis heute nicht nachzuweisen. Jedoch waren lange Zeit beide Linien am gemeinsamen Handelsgeschäft beteiligt.
Man geht wohl nicht fehl, Hans Vöhlin d. Ä. als den Gründer und ersten Leiter der Vöhlin-Gesellschaft anzusprechen, wie es schon Westermann tat. Er war wohl bis 1463 das Oberhaupt der Gesellschaft, deren Gründungszeit nicht genau festzustellen ist, erst 1453 ist sie quellenmäßig fassbar, entstand vermutlich aber schon früher. Da er 1437 Spitalpfleger, 1441 Großzunftmeister und 1442 Bürgermeister war und laufend höchste Ämter der Stadt innehatte, muss er Gesellschafter und Faktoren zur Seite gehabt haben. Diese gehörten wohl beiden Familienlinien und Verschwägerungen mit anderen Memminger Kaufmannsfamilien an. Nach dessen Tod übernahm Erhard d. Ä., nach dessen Tod Erhard d. J. (ein Bruder von Hans d. J.) und nach dessen Tod wiederum Hans Vöhlin d. J. die Leitung des Unternehmens. In dieser Zeit verfügt die Vöhlin-Gesellschaft über ein Netz von Faktoreien und Geschäftsbeziehungen, das sich von den Niederlanden über die wichtigsten Handels- und Messestädte Mittel- und Süddeutschlands in die Schweiz, nach Frankreich und nach Italien, möglicherweise auch nach Nordspanien reichte. Die Firma verband einen ausgedehnten und vielfältigen Warenhandel – mit Gewürzen, Textilien, Metallen, Fellen und Lederwaren – mit Wechsel- und Kreditgeschäften. Anton Welser (verheiratet mit Katharina Vöhlin) und Jakob Welser waren zu dieser Zeit in der Memminger Firma tätig. Auch Hans Vöhlin d. J. war seit 1470 mit hohen städtischen Ämtern bekleidet und wiederholt Bürgermeister. Als Gesandter der Reichsstadt hielt er sich unter anderem 1483 am Hof Herzog Sigismunds in Innsbruck und 1486 auf dem Städtetag des Schwäbischen Bundes auf. Nach Hans Vöhlins Tod im Jahre 1496 trat sein Sohn Konrad nicht nur seine geschäftliche Nachfolge an, sondern rückte auch in die städtischen Ämter vor, die sein Vater innegehabt hatte: 1497 wurde er in den Rat gewählt und zwischen 1502 und seinem Todesjahr 1511 amtierte er fünfmal als Memminger Bürgermeister. Er war verheiratet mit Barbara Welser. 1503 kaufte er Dorf und Gut Ungerhausen, das zum Landsitz der Memminger/Ungerhauser Linie wurde.

### Zeit der Welser-Vöhlin-Gesellschaft

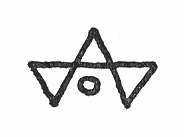
Handelszeichen der Welser-Vöhlin-Gesellschaft

Ab der Mitte der 1490er Jahre fusionierten die Vöhlin schrittweise mit den Welsern, die ebenfalls schon lange im Fernhandel tätig waren. Durch obige Heiratsverbindungen wurde zwischen den beiden Familien die Vereinigung vorbereitet. Dabei verlagerte sich die Zentrale der Firma als Folge des Zusammenschlusses nach Augsburg und auch der Ungerhauser Zweig der Vöhlin zog in die Wertachstadt. Der Name der neuen Gesellschaft Anton Welser, Konrad Vöhlin und Mitverwandte zeigt, dass diese beiden eine leitende Funktion innehatten, aber daneben gab es bis zu 16 weitere Teilhaber, die auch ein Stimmrecht bei geschäftlichen Entscheidungen hatten. Zunächst war für alle Teilhaber durch die Firmenzusammenlegung die Grundlage für eine weitere Expansion der Geschäftstätigkeit gelegt. Schon 1505/06 hatten sich die Welser-Vöhlin an einer portugiesischen Indien-Expedition beteiligt, um möglichst nahe dem Anbaugebiet in den Pfefferhandel einsteigen zu können. Überseeische Unternehmungen erlangten ihre größte Bedeutung unter dem 1484 in Memmingen geborenen Bartholomäus V. Welser (1484–1561), dem Enkel Hans Vöhlin d. J. Mit ihm griff die Gesellschaft nach der Neuen Welt aus. Sie gründete eine Niederlassung auf Santo Domingo in der Karibik, beteiligte sich an der Gewinnung von Rohrzucker und am Sklavenhandel, warb deutsche Bergknappen an und erlangte schließlich 1528 das Recht zur Kolonialisierung des heutigen Venezuela. Im Auftrag der Welser-Vöhlin erkundeten deutsche „Konquistadoren“, unter ihnen die Ulmer Ambrosius Ehinger und Nikolaus Federmann, die Urwälder und Savannen auf der letztlich erfolglosen Jagd nach Gold und anderen Schätzen. Doch nicht das Scheitern der Ambitionen der Welser-Vöhlin in Südamerika war die wesentliche Ursache für den in der zweiten Hälfte des 16. Jahrhunderts wahrnehmbare Niedergang der Gesellschaft. Vielmehr war es ihre enge Bindung an das Haus Habsburg, die zu kolossalen, nicht mehr eintreibbaren Außenständen bei der spanischen Krone führte. Die Augsburger Welser wurden 1614 dadurch in die Zahlungsunfähigkeit getrieben.

### Wieder in Memmingen, bzw. Umzug nach Illertissen
Bis zum Tod Konrad Vöhlins 1511 war Memmingen als Sitz eines der beiden Firmenleiter die zweite Firmenzentrale geblieben. Danach kam es zu jahrelangen heftigen Auseinandersetzungen, an deren Ende sich 1517 mehrere Teilhaber aus der Firma zurückzogen und teils neue Firmen in Nürnberg und Augsburg gründeten.
In dieser Phase zogen sich auch die Vöhlin aus der gemeinsamen Firma zurück. Der Ungerhauser Zweig ging in der zweiten Hälfte des 16. Jahrhunderts nach Memmingen zurück und erlosch wenige Generationen später.
 Die Frickenhauser Vöhlin ließen sich in Illertissen nieder. Erhard II. hat soviel Kapital frei, dass er 1520 die Herrschaft Illertissen kaufen und anderweitig investieren kann. Er wird vom Kaufmann zum Territorialherren und 1536 von Kaiser Karl V. in den Adelsstand erhoben. Als Konsequenz gibt er das Memminger Bürgerrecht auf. Damit begann eine 236-jährige Ära der Vöhlin in Illertissen, die erst 1756 im finanziellen Bankrott und dem Verkauf der Herrschaft endete.

### Stiftungen, Frömmigkeit, Reformation

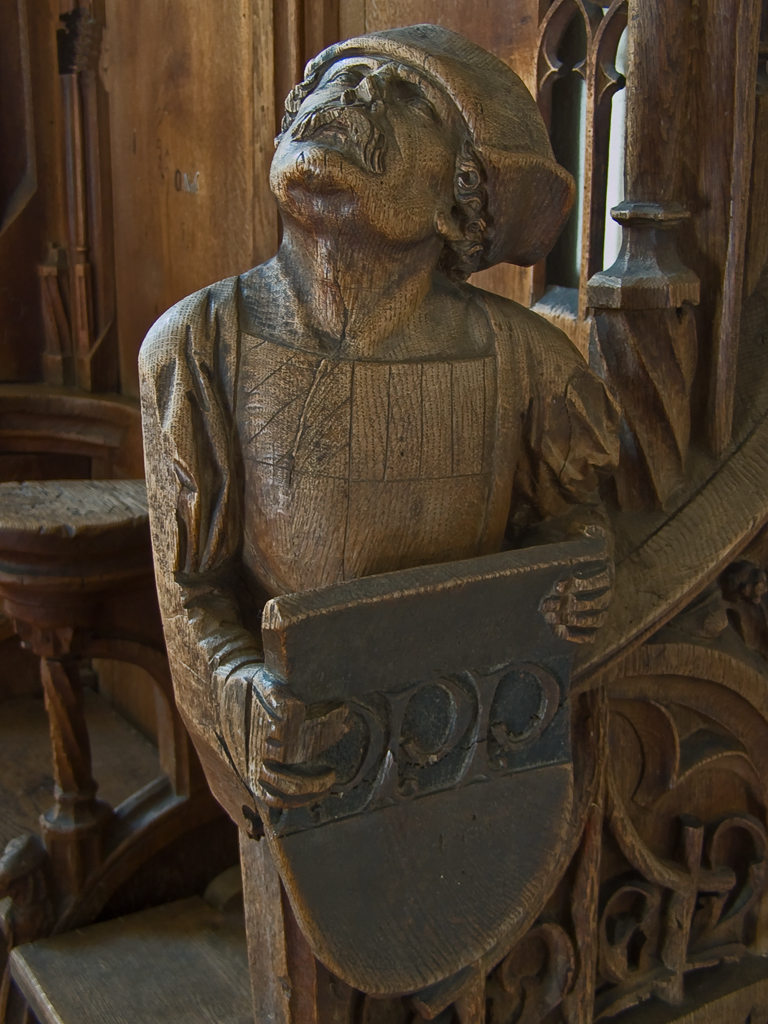
„Vöhlin-Stuhl“ in der St. Martin-Kirche Memmingen

Die wichtigste und für die Stadt Memmingen geschichtsträchtigste Stiftung der Familie war wohl 1479 die einer Prädikatur auf den Altar einer Kapelle, die sie neun Jahre zuvor in der Memminger Pfarrkirche St. Martin hatte erbauen lassen. Nachdem der erste Inhaber der Prädikatur, Dr. Jodokus Gay, Ende 1512 gestorben war, hatte es der Patronatsherr der Prädikatur, Erhard Vöhlin zu Frickenhausen, dem Memminger Rat überlassen, einen Kandidaten für die Predigerstelle vorzuschlagen. Nach einer Probepredigt vor dem Rat wurde Christoph Schappeler im Februar 1513 vom Rat erwählt und dem Patronatsherrn vorgeschlagen. Dieser präsentierte ihn dann dem Bischof, der ihn im März feierlich installierte. Ab ca. 1522 predigte Schappeler gegen die herrschende kirchliche Lehre, was zuerst vom Rat unterstützt wurde. Nachdem er aber im Bauernaufstand den Rückhalt des Rates der Stadt verloren hatte, musste er 1525 aus der Stadt fliehen. Erst im August 1526 erhielt die Prädikatur mit dem Buchloer Johannes Mack wieder einen Prediger. Nach jahrelangen Streitigkeiten in den Wirren der Reformationszeit (die Stadt Memmingen war evangelisch geworden, die Familie Vöhlin war katholisch geblieben) schloss 1543 der Erbe der Stifter, Erhard II., einen Vertrag mit Bürgermeister und Rat der Stadt, in dem er diesen zugestand, die Erträge aus der Prädikaturstiftung zu einem von ihnen selbst bestimmten Zweck zu nutzen. Damit war die Prädikatur erloschen.
Neben der Prädikatur tätigten die Vöhlins in Memmingen seit der Mitte des 15. Jahrhunderts noch eine Reihe von anderen bedeutenden Stiftungen. Ihre erste größere Stiftung war im Jahr 1463 ein Sakramentshaus für die Frauenkirche, das Hans Vöhlin d. Ä. durch den Memminger Künstler Ivo Strigel anfertigen ließ. Bald nach der Prädikatur stifteten Erhard d. Ä., Hans d. J. und Erhard d. J. eine neue Orgel auf der Empore von St. Martin, und 1487 erhielt auch die Frauenkirche eine neue Orgel. Bereits drei Jahre zuvor hatten die drei Stifter der Prädikatur wiederum für sich und ihre Handelsgesellschaft eine zweite Messe auf den Altar der Vöhlinschen Familienkapelle bei St. Martin gestiftet und die dazugehörige Messpfründe mit einem jährlichen Einkommen von 20 Rheinischen Gulden aus einem Stiftungsvermögen von 600 fl dotiert. Die letzte bedeutende Stiftung aus der Familie Vöhlin in Memmingen war ein Haus für sechs Betschwestern, das sogenannte „Vöhlins Klösterle“, das Elisabeth Lauginger, die Witwe Erhards d. Ä., 1496 gestiftet und mit einem Vermögen von 1400 fl ausgestattet hatte. Es war damit die finanziell aufwendigste Stiftung der Vöhlin nach der Prädikatur. Sie ist heute noch eine der 10 von der Stadt Memmingen verwalteten Stiftungen und widmet sich vor allem der ambulanten Krankenpflege über die Evangelische Diakoniestiftung.